# Cotoneaster rosiflorus
Cotoneaster rosiflorus — вид рослин з родини трояндових (Rosaceae).

## Біоморфологічна характеристика
Це напіввічнозелений кущ до 50 см заввишки. Гілочки від сірувато-коричневого до сіруватого кольору, циліндричні, спочатку жовтувато запушені, потім майже голі. Листки округлі, яйцюваті або еліптичні, 0,4–3 × 0,4–1.7 см, основа від тупо- до широко- клиноподібна, верхівка округла, тупа або гостра, рідко загострена, краї відігнуті, нижня поверхня стійко щільно запушена; верхня поверхня спочатку притиснуто запушена на жилках, гола, блискуча; ніжка листка 1.6–3 мм, волосиста; прилистки ланцетні, 1,4–2,3 мм, запушені знизу. Суцвіття зазвичай 1-квіткове, рідше 2- або 3-квіткове, квітка завдовжки 7–9 мм (включаючи гіпантій), 3–5 мм у поперечнику. Чашолистки трикутні, гострі на верхівці, 1,3–1,5 ×  1,2–1,7 мм, запушені знизу й на краях. Пелюсток 5, рожеві, майже округлі, 2,5–4 × 1,9–2,8 мм. Тичинок 7–18, ≈ 2,4 мм завдовжки, нитки рожеві, пиляки еліпсоїдні, пурпурні або пурпурувато-червоні, ≈ 0.5 мм завдовжки. Плід від світло-жовто-оранжевого до червоного, світло-червоний при дозріванні, зворотно-яйцюватої, еліпсоїдної або майже кулястої форми, 5–8 × 4–6 см, спочатку притиснуто волосистий, голий у віці. Цвіте з травня по липень; плодоносить з червня по грудень.

## Поширення й умови зростання
Ендемік Тайваню, зустрічається відносно в достатку на висотах 2500–3500 метрів на Центральному гірському хребті, зазвичай на напівтінистих посушливих ділянках, на полях або скелястих місцях, на узліссях широколистяних або соснових лісів.